# يان كينغ
يان كينغ (بالإنجليزية: Ian King)‏ (27 مايو 1937 في المملكة المتحدة - 24 يوليو 2016) هو لاعب كرة قدم بريطاني في مركز قلب الدفاع. لعب مع تشارلتون أثلتيك وليستر سيتي ونادي بيرتن ألبيون.

## وصلات خارجية
- يان كينغ على موقع قاعدة بيانات كرة القدم.إي يو (الإنجليزية)